# 빈 음악협회

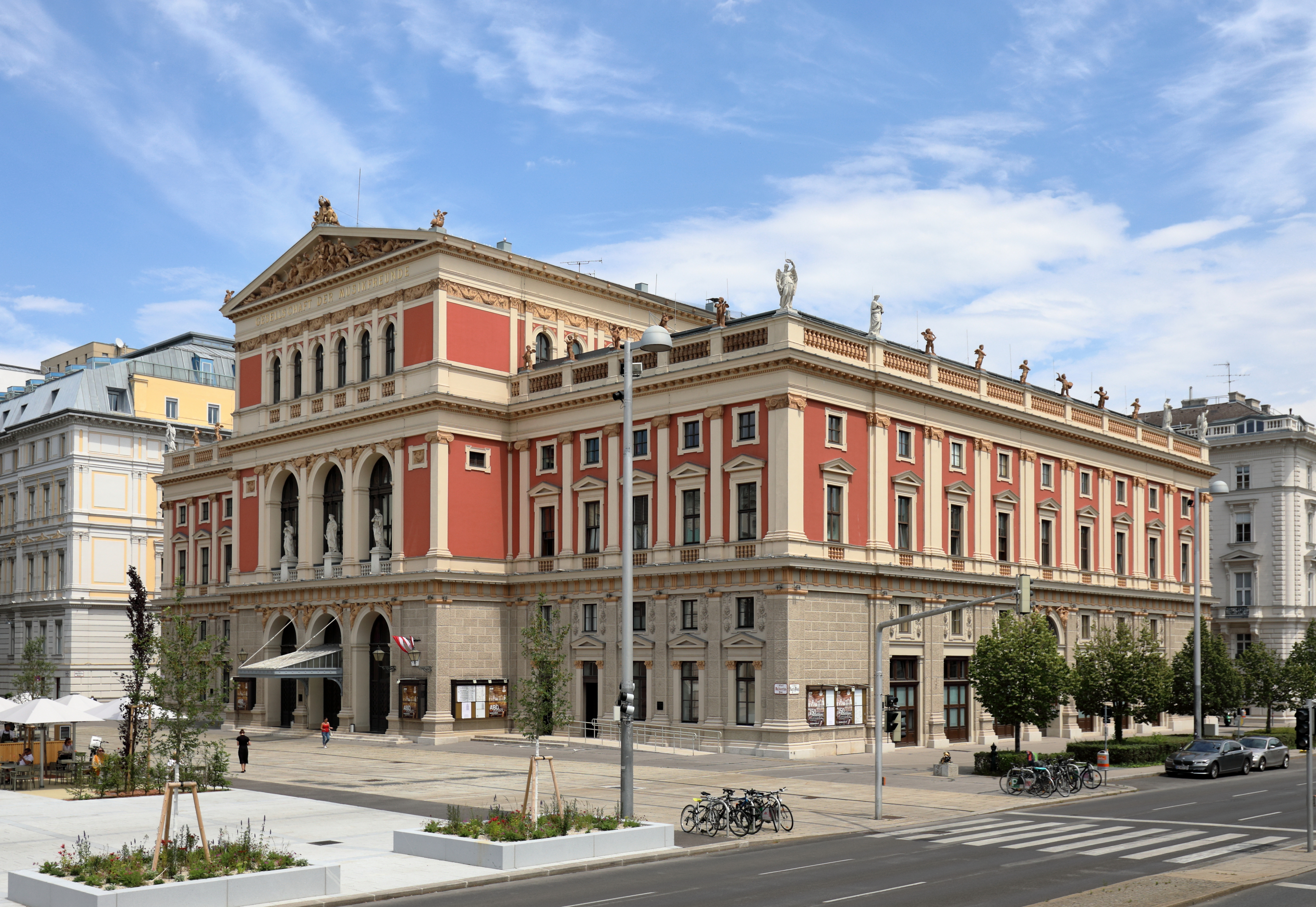

무직페어라인, 빈 악우협회(Wiener Musikverein, Gesellschaft der Musikfreunde Wien)는 오스트리아 빈에 있는 1812년에 설립된 고전 음악 관계자 단체 및 그 본부 건물이다. 건물은 1870년 1월 6일에 세워졌다. 보통 ‘황금 홀’로 불리며, 빈 필하모니 관현악단의 주 연주회장으로 사용된다. 같은 건물에는 자료실과 출판사, 뵈젠도르퍼(피아노 제작회사) 등이 사용하거나 입주해 있다. 빈 음악협회의 회원으로는 19세기의 대 작곡가였던 요하네스 브람스 등이 있다. 특히 브람스는 협회 주관의 연주회에서 지휘를 맡았고, 작은 홀에서 자신의 피아노 곡을 초연하기도 했다. 이 때문에 그의 공적을 기리기 위해 1937년에 작은 홀을 "브람스홀"로 명명했다. 현재 회원으로 로린 마젤, 알프레드 브렌델 등이 있다.

## 건물
| 이름                             | 크기          | 높이    | 좌석                    |
| -------------------------------- | ------------- | ------- | ----------------------- |
| 황금 홀(Großer Musikvereinssaal) | 48.8 × 19.1 m | 17.75 m | 1744석 및 입석 약 300석 |
| 브람스 홀(Brahmssaal)            | 32.5 × 10.3 m | 11 m    | 600석                   |
| 유리 홀 (Gläserner Saal)         | 22 × 12.5 m   | 8 m     | 380석                   |
| 금속 홀 (Metallener Saal)        | 10.5 × 10.8 m | 3.2 m   | 70석                    |
| 돌 홀 (Steinerner Saal)          | 13 × ~8.6 m   | ~3.3m   | 60석                    |

## 지휘자
| - 카를 하이슬러 (Carl Heissler, 1870–1871) - 안톤 루빈스테인 (Anton Rubinstein, 1871–1872) - 요하네스 브람스 (Johannes Brahms, 1872–1875) - 에두아르트 쇤 (Eduard Schön, 1870년 경) - 요한 폰 허베크 (Johann von Herbeck, 1873–1877) - 한스 리히터 (Hans Richter, 1880–1890) | - 프란츠 샬크 (Franz Schalk, 1904–1921) - 페르디난트 뢰베 (Ferdinand Löwe) - 빌헬름 푸르트벵글러 (Wilhelm Furtwängler, 1921–1927) - 로베르트 헤거 (Robert Heger, 1925–1933) - 쿠르트 아들러 (Kurt Adler, 1933) - 헤르베르트 폰 카라얀 (Herbert von Karajan, 1948–1964) |

## 사진

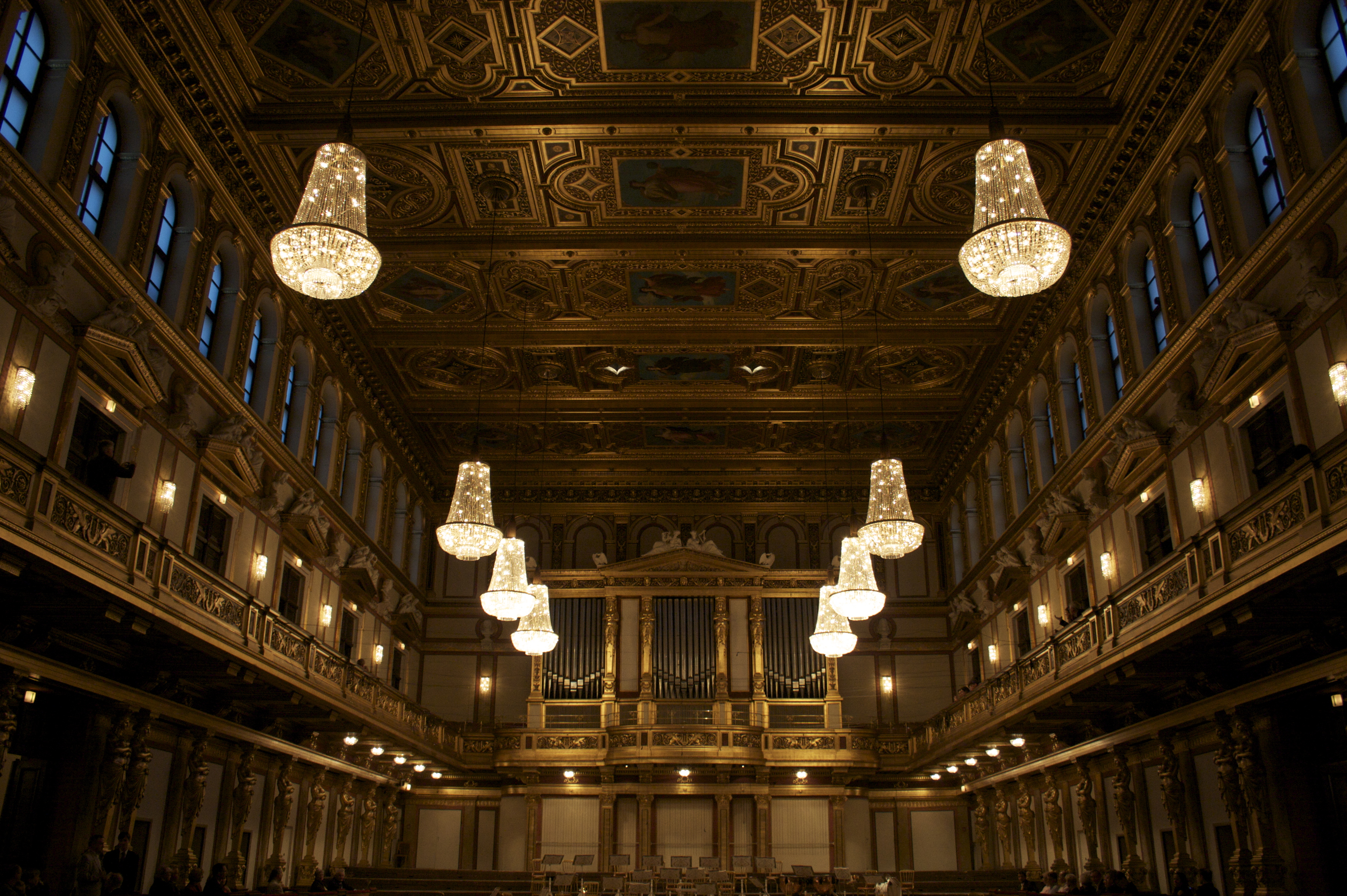
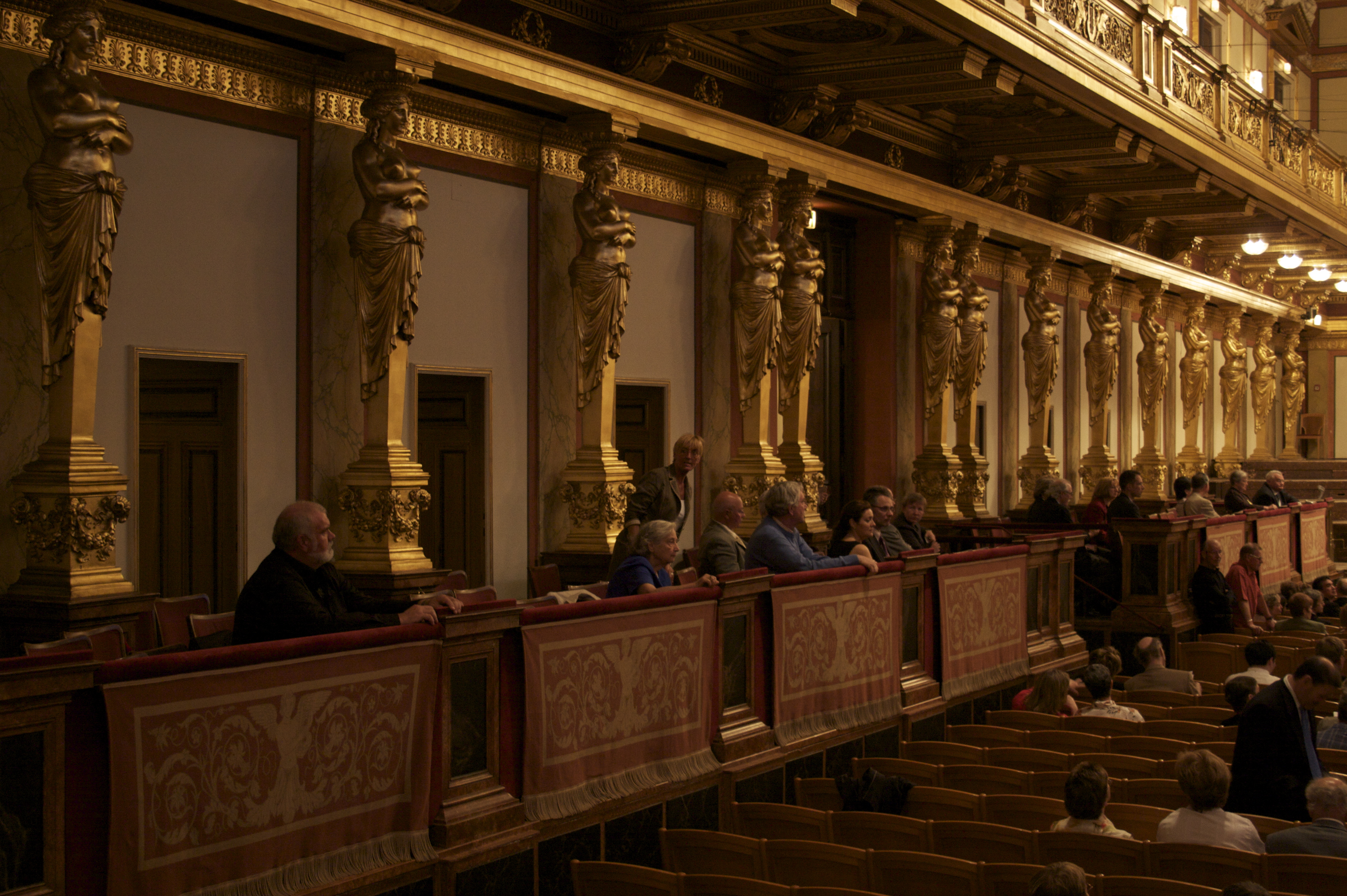
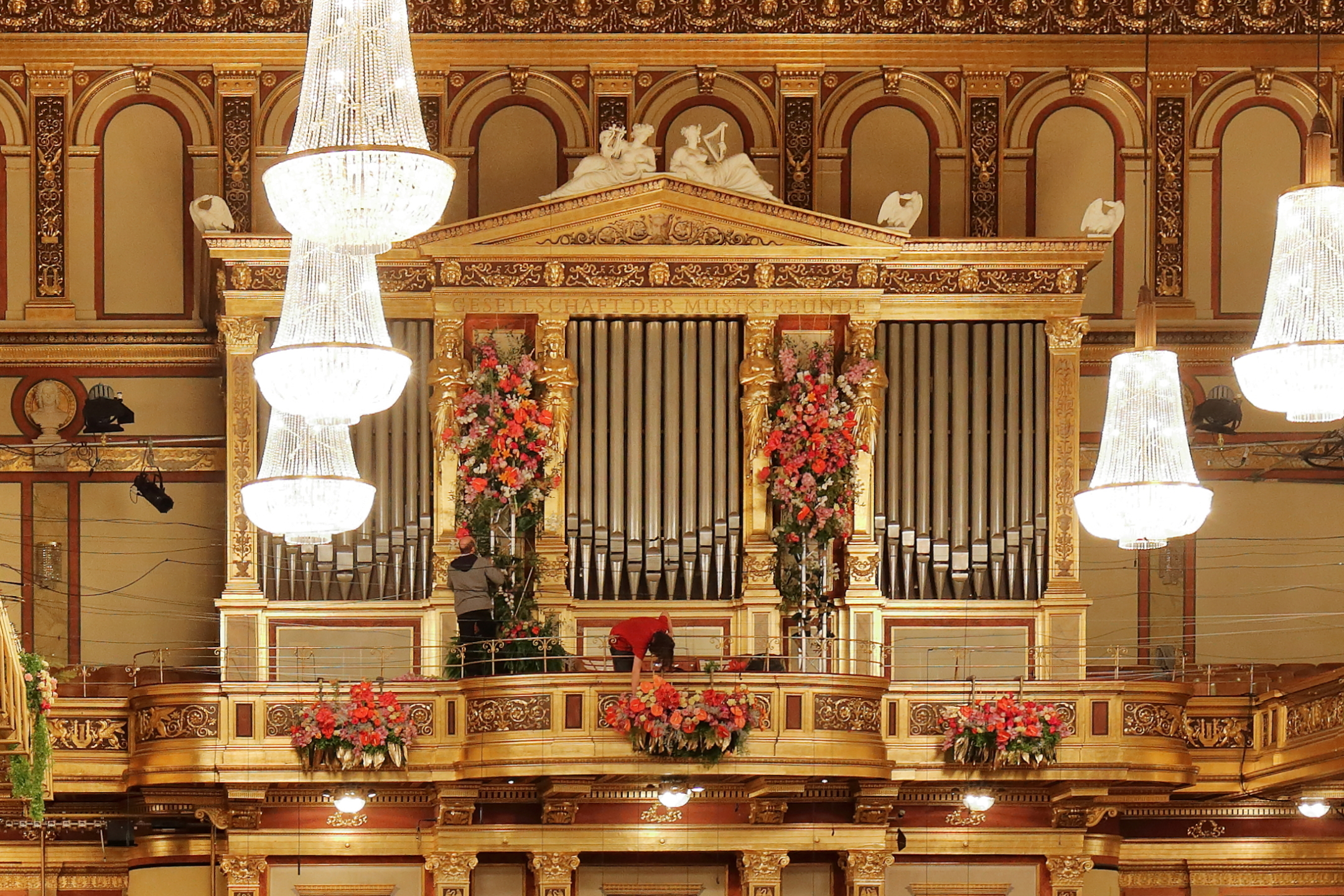
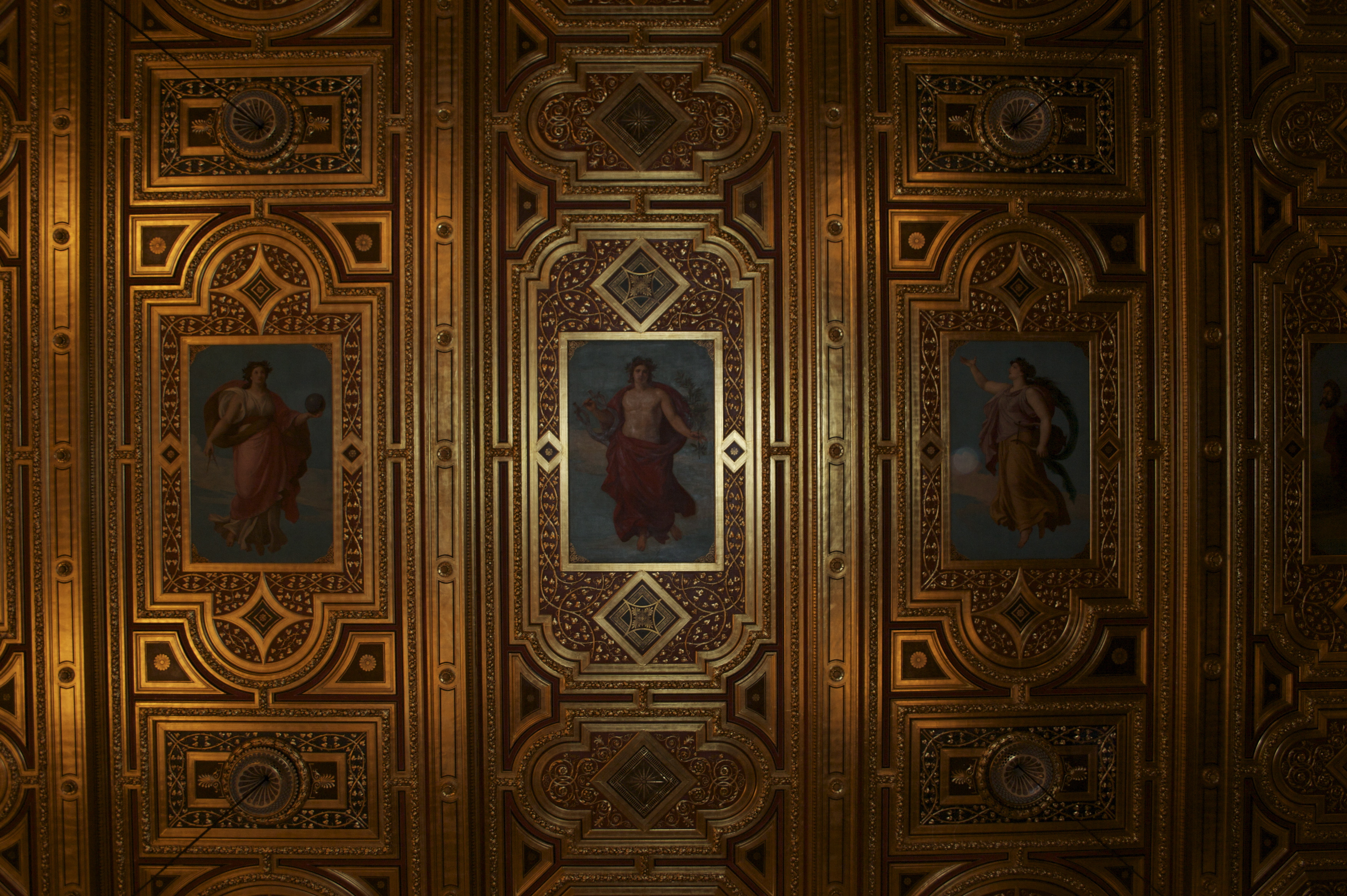
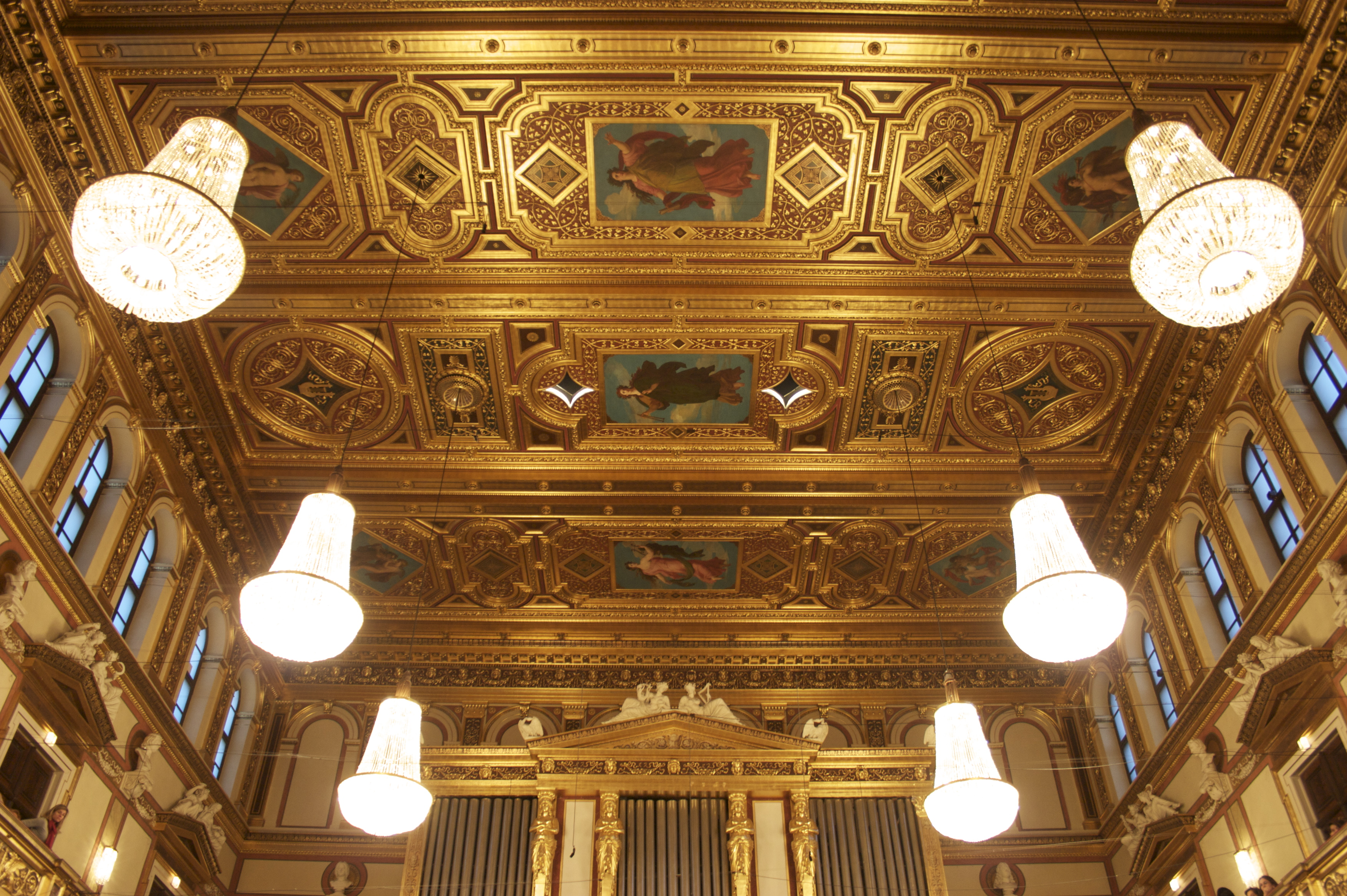
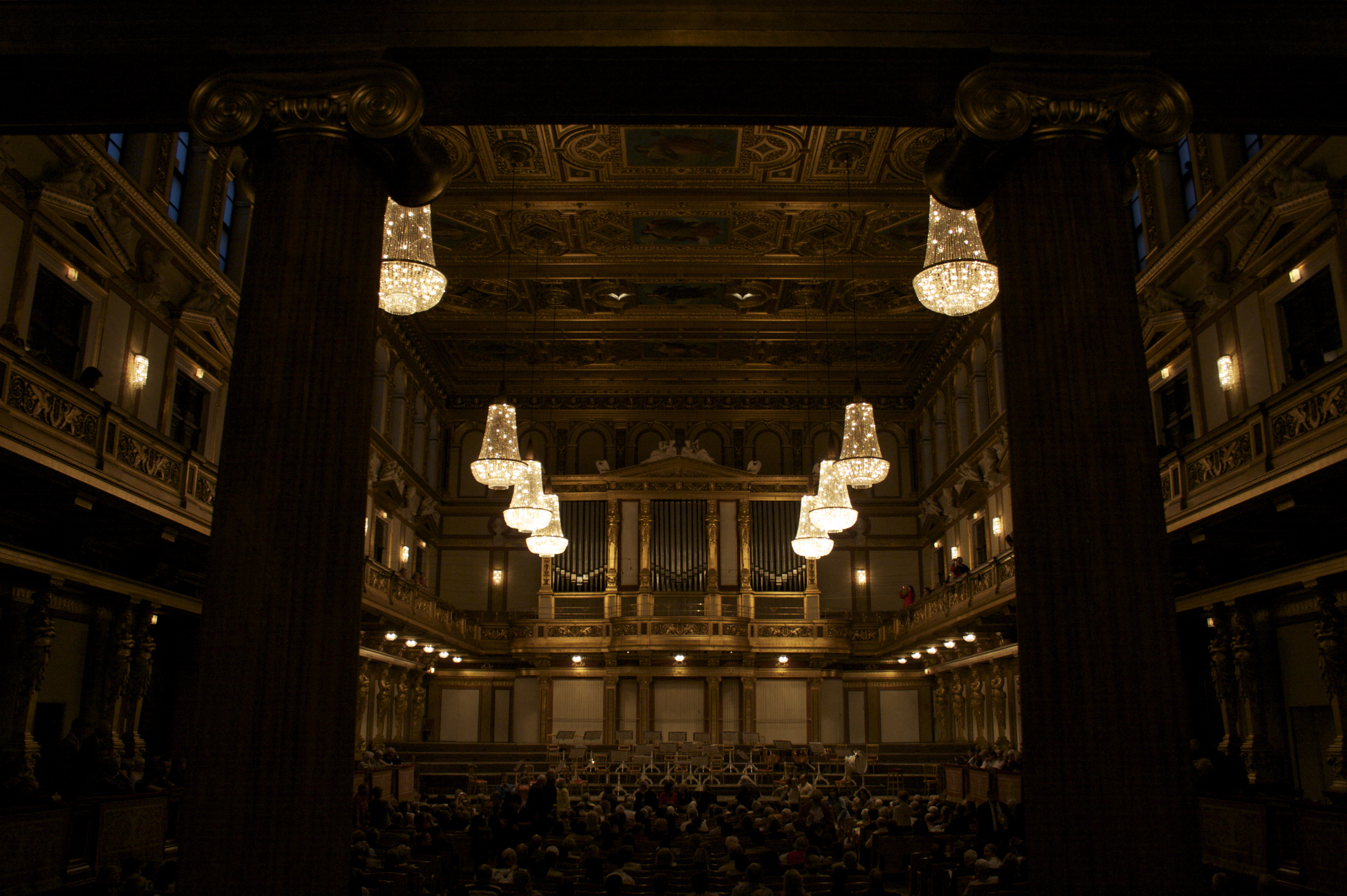
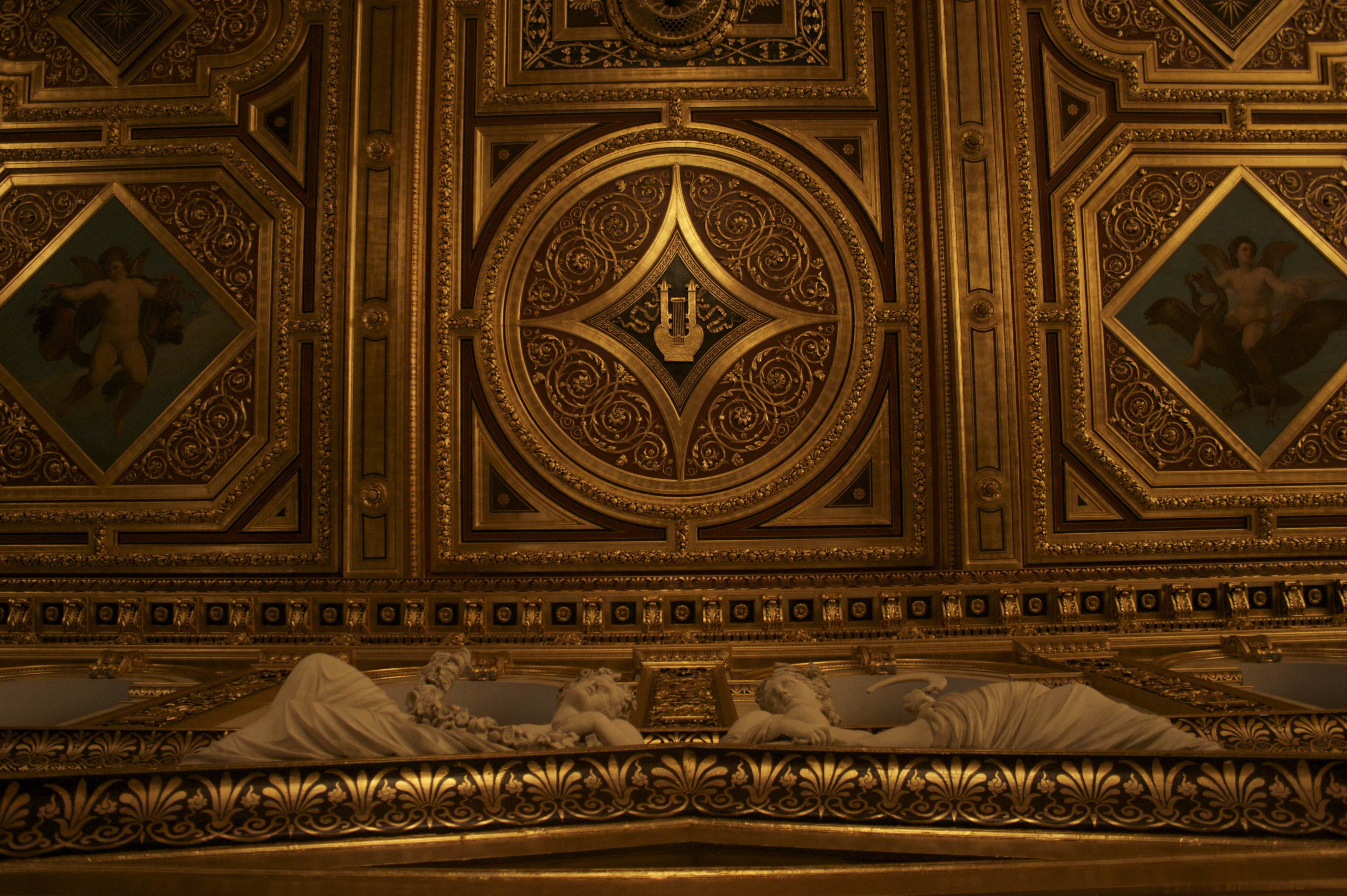
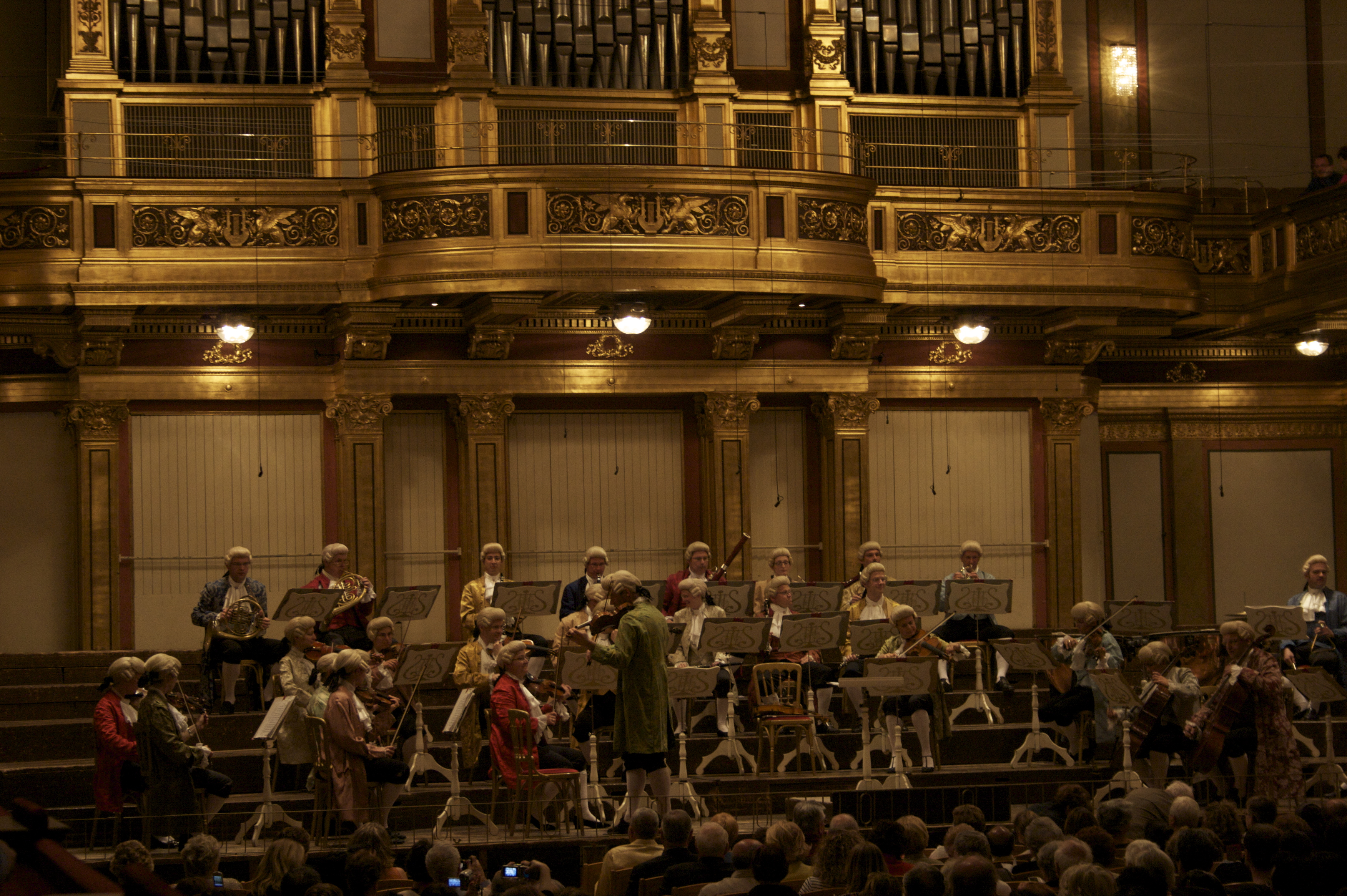
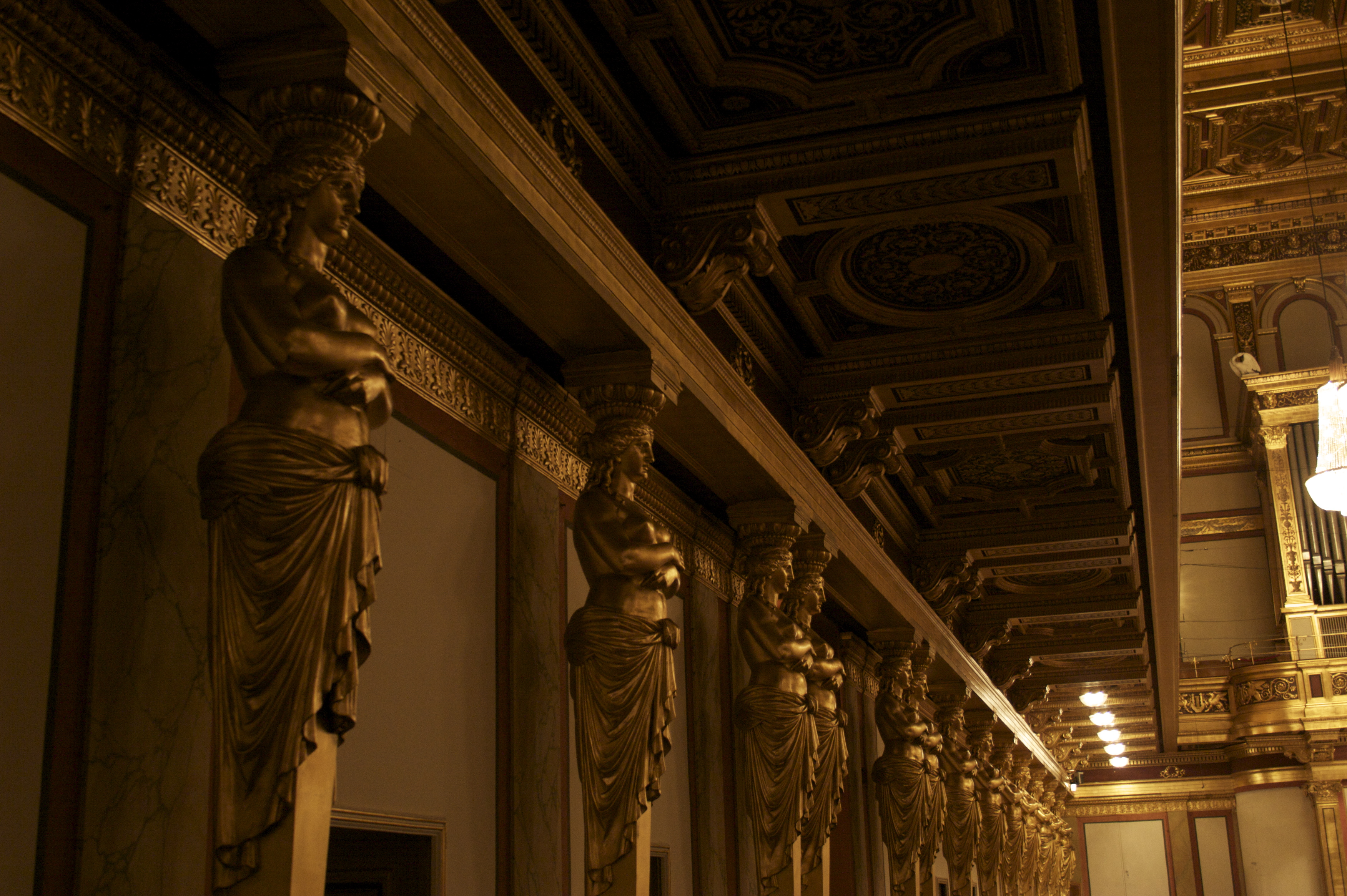